# Plnicí pero

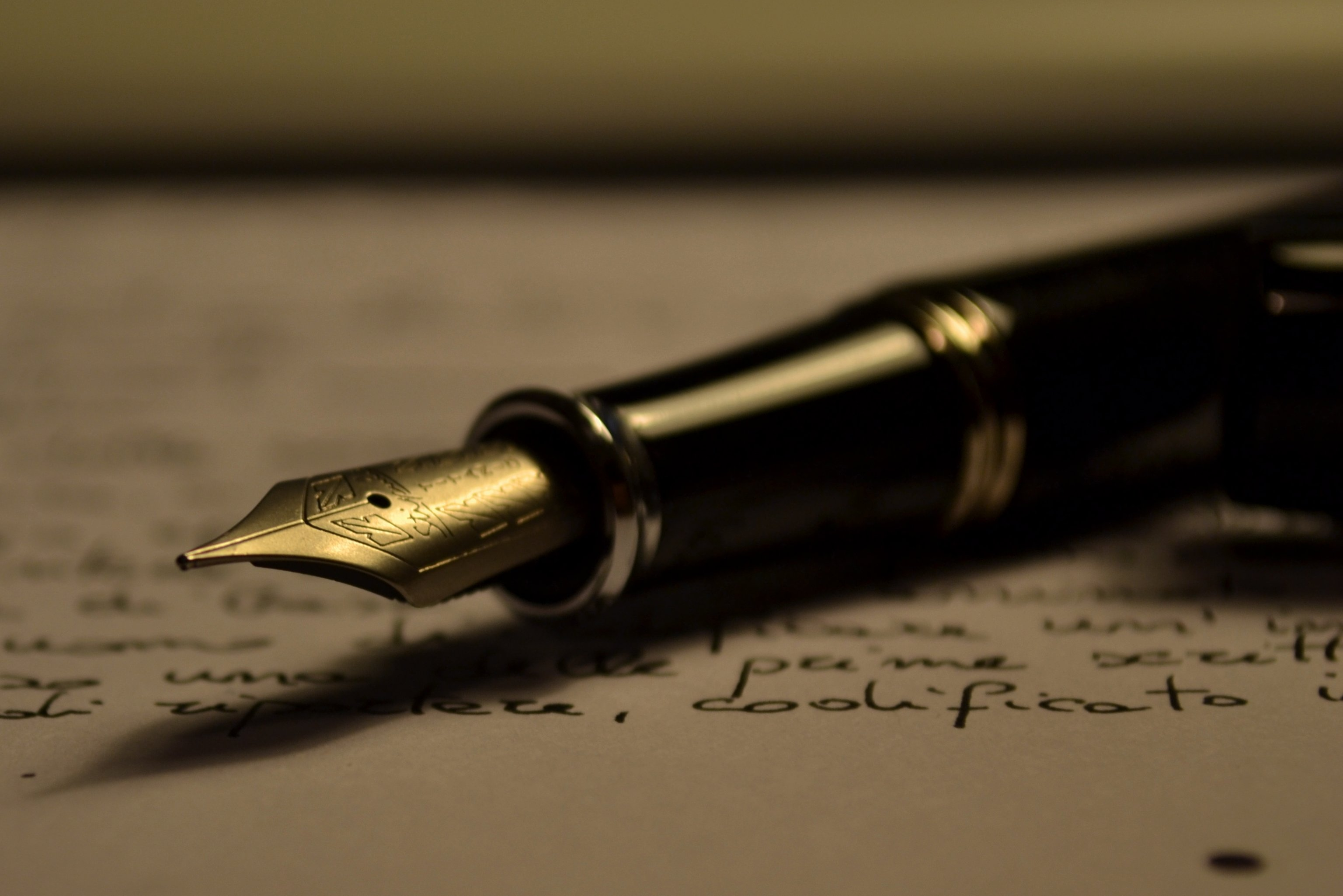
Plnicí pero

Plnicí pero je psací nástroj umožňující psaní a kreslení inkoustem na vodní bázi. Při psaní je inkoust veden do hrotu gravitací, využívajícího principu kapilarity. Na rozdíl od násadky (redispera) je inkoust uchováván uvnitř pera. K plnění se používají naplněné zásobníky (bombičky), konvertor nebo pístový mechanizmus. U konvertoru a pístového mechanizmu se barvivo nasává přes hrot pera na principu podtlaku. Hroty per bývají kovové (např. z nerezavějící oceli či zlata) a bývají značeny písmeny podle své tloušťky. K psaní plnicím perem není třeba vyvinout téměř žádný tlak na papír.

## Historie

### Rané prototypy plnicích per
První záznamy o používání per fungujících na principu zásobníku tekutého inkoustu pocházejí z 10. století. V roce 937 maghrebský chalífa Ali Abuzar požadoval pero, které by mu nešpinilo ruce a šaty. Sestrojili pro něj pero se zásobníkem inkoustu vedeného do hrotu, které bylo možné držet ve svislé poloze, aniž by inkoust odkapával. Zmiňuje se o něm Qadi al-Nu'man al-Tamimi ve svém Kitab al-Majalis wa 'l-musayarat.
Existují přesvědčivé důkazy, že první funkční plnicí pero bylo sestrojeno a používáno v období renesance umělcem a vynálezcem Leonardem da Vincim. Leonardovy deníky obsahují nákresy s průřezy vypadajícími jako plnicí pero fungující na principu gravitace a kapilarity. Historici také upozorňují na skutečnost, že rukopis v dochovaných denících má velmi konzistentní tloušťku tahu, která neodpovídá brku namáčenému do inkoustu. Přestože se nezachovaly žádné exempláře, umělec Amerigo Bombara v roce 2011 rekonstruoval několik funkčních modelů, které jsou vystaveny v Leonardově muzeu.

### Evropské zásobníkové modely
V Evropě bylo plnicí pero dostupné od 17. století, jak se zmiňují dobové odkazy. V roce 1636 v časopise Deliciae Physico-Mathematicae německý vynálezce Daniel Schwenter popsal pero vyrobené ze dvou brků, z nichž jeden sloužil (za pomoci korku) jako zásobník inkoustu a druhý jako hrot. Malým otvorem byl inkoust vymačkáván do hrotu. V roce 1663 se Samuel Pepys zmiňuje o kovovém peru „pro přenos inkoustu“. Významný marylandský historik Hester Dorsey Richardson (1862–1933) zaznamenal odkaz na „tři stříbrná plnicí pera v ceně 15 šilinků“ v Anglii, v době panování Karla II., cca v letech 1649–1685. Počátkem 18. století již byla tato pera běžně známa jako „plnicí pera“. Hester Dorsey Richardson také nalezl záznam z roku 1734, v němž Robert Morris starší do účetní knihy zapsal jako jeden z výdajů Roberta Morrise mladšího, tou dobou pobývajícího ve Filadelfii, „jedno plnicí pero“.

### Omezující problémy
Nedostatečné pochopení úlohy tlaku vzduchu ve fungování plnicího pera způsobilo, že do poloviny 19. století byl vývoj jen pomalý. Druhou brzdu vývoje představovaly tehdejší inkousty, které byly vysoce korozivní a obsahovaly mnoho sedimentů. Rumunský vynálezce Petrache Poenaru získal 25. května 1827 francouzský patent na vynález prvního plnicího pera s násadkou vytvořenou z velkého labutího brku.

### Hromadná výroba hrotů
V roce 1828 Josiah Mason v Birminghamu vylepšil levný a efektivní násuvný hrot, který se dal použít v plnicích perech. V roce 1830 pak Joseph Gillott, William Mitchell a James Stephen Perry vynálezem nového stroje otevřeli cestu k hromadné výrobě masivních a levných ocelových hrotů. Tím povzbudili birminghamský obchod s pery natolik, že v 50. letech 19. století více než polovina celosvětové výroby per s ocelovými hroty pocházela z Briminghamu. Tento průmysl zaměstnával tisíce zkušených řemeslníků. Vznikla řada výrobních postupů, které umožnily místním továrnám hromadně vyrábět levná pera. Ta pak byla prodávána po celém světě lidem, kteří si dříve nemohli dovolit psát, a podpořila tak rozvoj vzdělávání a gramotnosti.

### Nové patenty a vynálezy

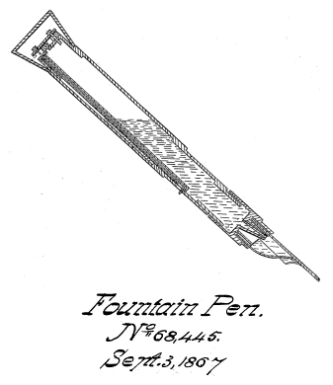
Patent plnicího pera z roku 1867 (M. Klein a H. W. Wynne)

V roce 1848 americký vynálezce Azel Storrs Lyman patentoval pero s „kombinovanou násadkou a hrotem“. Rokem 1850 začal stále zrychlující proud souvisejících patentů a vyráběných per. Nicméně teprve tři klíčové vynálezy umožnily, aby se plnicí pero stalo široce populárním psacím nástrojem. Jednalo se o zlatý hrot s iridiovou špičkou, ebonit a plynule tekoucí inkoust.
První plnicí pera využívající všechny tři zmíněné komponenty se objevila v 50. letech 19. století. V 70. letech vytvořili Duncan MacKinnon a Alonzo T. Cross stylografická pera s dutým trubkovitým hrotem a drátem fungujícím jako válec. V současnosti jsou stylografická pera využívána zejména pro náčrty a technické kreslení, v dekádě počínající rokem 1875 byla ovšem velmi populární. V 80. letech 19. století začala éra masové výroby plnicích per. Největšími americkými výrobci této pionýrské doby byli Waterman v New Yorku a Wirt v Bloomsburgu v Pensylvánii. Waterman brzy předstihl Wirta i řadu dalších firem, které se objevily, aby naplnily nový a rostoucí trh. Waterman si udržel vedoucí pozici až do počátku 20. let 20. století.
Téměř všechna plnicí pera z této doby se plnila odšroubováním duté násadky, jež se pak kapátkem naplnila inkoustem. Jedná se o pomalý a špinavý postup. Pera navíc měla tendenci propouštět inkoust do víčka a závitem pro odšroubování násadky. Po vyřešení problémů s tokem inkoustu při psaní se stalo dalším úkolem vytvoření jednoduchého a praktického pera, které by se plnilo bez rozebrání a nepropouštělo inkoust. V roce 1890 se W. B. Purvis stal prvním Afroameričanem, který si patentoval takzvané samoplnicí pero (self-filler).
Samoplnicí pera se začala objevovat na přelomu století. Nejúspěšnější byl zřejmě Conklin se srpkovitým plněním, následovaný Watermanem s otočným plněním. Vrcholem byl nicméně obrovský úspěch páčkového plnění, které v roce 1912 představil Walter A. Sheaffer. Současně s ním se objevilo i tlačítkové plnění firmy Parker.

### Pouštění inkoustu
Mezitím se řada vynálezců zaměřila na problém propouštění inkoustu. Některá raná řešení přišla s konceptem „bezpečného“ pera s odstranitelným hrotem, které umožňovalo zašpuntovat zásobník inkoustu jako láhev. Nejúspěšnější v této oblasti byli Francis C. Brown z Caw's Pen and Ink Co. a Morris W. Moore z Bostonu.
V roce 1908 začal Waterman propagovat vlastní oblíbenou variantu bezpečného pera. Pro pera, jejichž hrot nebyl odnímatelný, bylo řešením šroubovací víčko s vnitřním krytem, který utěsnil prostor kolem hrotu. Taková pera byla také propagována jako „bezpečná“ – například Parker Jack Knife Safety nebo Swan Safety Screw-Cap.

### Další inovace
V Evropě byla v roce 1838 založena společnost Pelikan, původně jako výrobce inkoustů a uměleckých barev. Své první pero představila v roce 1928. V jeho pozadí stálo získání patentů na plnicí pera od továrny Chorvata Slavoljuba Penkaly (patentováno 1907, vyráběno od roku 1911) a patentu na moderní pero s pístovým plněním od Maďara Theodora Kovacse v roce 1925.
Následující desetiletí přinesla řadu technologických inovací ve výrobě plnicích per. Ebonit byl postupně nahrazen celuloidem, který umožnil mnohem širší paletu barev a vzorů. Současně výrobci experimentovali s novými systémy plnění. Mezi válkami byly uvedeny na trh některé z nejvýznamnějších modelů, jako Parker Duofold a Vacumatic, řada Sheaffer Lifetime Balance a Pelikan 100.
Ve 40. a 50. letech 20. století si plnicí pera udržela svou dominanci: rané propisky byly drahé, často pouštěly barvu a psaly nepravidelně, zatímco plnicí pera těžila z kombinace hromadné výroby a řemeslné dovednosti. (Bíróův patent i další rané patenty propisek často používaly termín „kuličkové plnicí pero“, protože tou dobou byly propisky považovány za typ plnicích per – tedy per obsahujících inkoust v uzavřené nádržce.) V tomto období se objevily některé novátorské modely, jako Parker 51, Sheaffer Snorkel, Eversharp Skyline a (později) Skyliner, zatímco řada Esterbrook J s páčkovým plněním a výměnnými ocelovými hroty nabídla dostupnou spolehlivost pro masy.

### Všeobecné používání
Během 60. let vedlo zlepšení propisek k tomu, že převládly nad plnicími pery při příležitostném psaní. Přestože jsou bombičková plnicí pera stále běžně používána ve Francii, Itálii, Německu, Rakousku, Indii a Velké Británii, a to často i na školách, někteří moderní výrobci (zejména Montblanc, Graf von Faber-Castell a Visconti) je v současnosti prezentují jako sběratelské předměty nebo symboly postavení, spíše než psací potřeby pro běžné použití.

## Plnič
Plnič (feed) je část plnicího pera, která spojuje hrot se zásobníkem inkoustu. Umožňuje inkoustu téci do hrotu (někdy se tento jev označuje jako „řízené propouštění“) a zároveň reguluje objem vzduchu proudícího vzhůru do zásobníku, kde nahradí vypsaný inkoust.
Dochází k tomu soustavou kanálků nebo „štěrbin“, procházejících podél delší strany plniče. Plnič umožňuje inkoustu téci, když se hrot dotýká papíru, a zároveň zabraňuje jeho tečení, pokud je hrot ve vzduchu. Využívá se zde kapilárního jevu, což je patrné při natankování pera barevným inkoustem. Inkoust se díky kapilárnímu jevu šíří do hrotu (to je dobře viditelné v průhledných perech), ale po dosažení špičky se tok zastaví, dokud se pero nedotkne papíru.
Tvar plniče má vliv na průtok inkoustu a „mokrost“ pera. Také materiál plniče a hrubost jeho povrchu mohou mít významný dopad na to, jak píší různá pera se stejně velkým hrotem.
Plnič je klíčový při ochraně před protékáním a odkapáváním inkoustu. Pero se špatně nasazeným plničem nemusí vůbec psát.

## Hrot
Mathur a kol. uvádí, že „historii moderního hrotu plnicího pera lze sledovat až k původnímu zlatému hrotu osazenému odštěpkem rubínu proti otěru“. Po objevení kovů z platinové skupiny obsahující ruthenium, osmium a iridium „bylo izolováno malé množství iridia a ve 30. letech 19. století používáno na zlaté hroty násadkových per s iridiovou špičkou“. V současnosti jsou hroty obvykle vyráběny z nerezové oceli nebo slitin zlata, nejčastěji s ryzostí 14 kt nebo 18 kt. Méně obvyklým kovem používaným pro tyto účely je titan. Zlato je pro svou pružnost a odolnost vůči korozi považováno za optimální kov, přestože odolnost proti korozi poněkud ztratila na významu díky vyšší kvalitě nerezových ocelí a menší korozivnosti současných inkoustů.

### Pokovení hrotu
Pozlacení hrotu zvyšuje jeho smáčivost, tedy schopnost pevného povrchu snížit při styku s kapalinou její povrchové napětí natolik, že dojde k jejímu rozlití po povrchu.

### Špička hrotu
Většina zlatých, nerezových i titanových hrotů má špičku (tip) pokrytou tvrdou slitinou odolnou proti otěru, která typicky obsahuje kovy z platinové skupiny. Společnou vlastností těchto kovů je extrémní tvrdost a odolnost proti korozi. Materiál špičky bývá označován jako iridium, přestože od poloviny 50. let 20. století výrobci jen vzácně používají skutečné iridium. Místo něj se používají osmium, rhenium, ruthenium a wolfram, typicky ve slitině s dalšími materiály. Mají podobu malé kuličky, která je přiletována nebo přivařena k hrotu ještě před vyříznutím centrálního zářezu a vybroušením konečného tvaru. Ocelové a titanové hroty bez tvrzené špičky se rychleji obrušují o papír.

### Kapilární jev
Středem hrotu obvykle vede zářez (slit), kterým inkoust díky kapilárnímu jevu stéká do špičky. Zářez bývá ukončen různě tvarovaným „dýchacím otvorem“. Ten ve skutečnosti nemá vliv na tok vzduchu do pera, slouží především k ukončení zářezu a odstranění drobných nepřesností při jeho vyřezávání. Větší vzdálenost mezi dýchacím otvorem a špičkou zvětšuje pružnost hrotu. Dýchací otvor také uvolňuje napětí a předchází podélným prasklinám hrotu na konci zářezu.
Celý hrot se zužuje směrem k bodu, kde je z něj inkoust přenášen na papír. Široké kaligrafické hroty mohou mít více zářezů, aby se zvětšil průtok inkoustu a byl rovnoměrněji rozváděn na celou šířku hrotu. Hroty rozdělené na tři části bývají běžně označovány jako hudební (music nib). Důvodem je, že jejich linka, kterou lze měnit od široké po jemnou, se hodí pro notový zápis.

### Typy hrotů

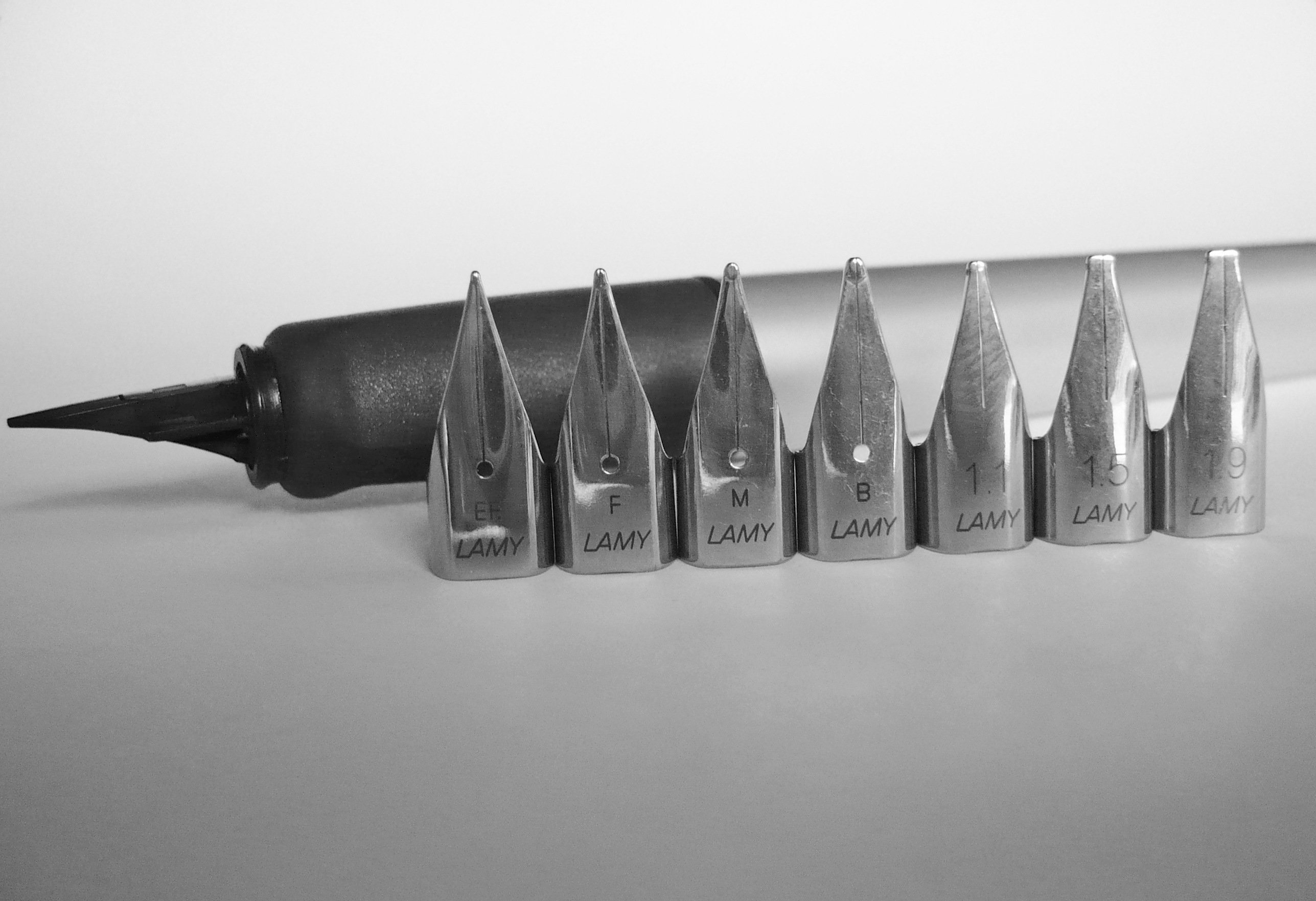
Hroty Lamy různých šířek; zleva doprava EF, F, M, B a ploché hroty šířky 1,1 mm, 1,5 mm a 1,9 mm

Nejběžnější hroty končí kulovitou špičkou různé velikosti, podle níž jsou označovány písmeny. Zejména:
- EF (extra fine) – extra tenký,
- F (fine) – tenký,
- M (medium) – střední,
- B (bold) – široký.

K dispozici jsou však i různé jiné tvary, za příklady mohou sloužit různé varianty kaligrafických plochých hrotů (oblique, stub, italic) nebo 360° hroty píšící ve všech polohách.
Širší hroty se používají pro podpisy nebo větší velikost písma (nadpisy). Jejich výhodou je, že dávají lépe vyniknout vlastnostem inkoustu, jako je stínování nebo lesk. Úzké hroty (EF, F) lze využít pro drobné texty, například korektury. Ploché hroty slouží pro kaligrafické účely nebo pro estetické písmo. Šířka hrotu může záviset i na zemi jeho původu – japonské hroty bývají obecně užší.

### Pružnost hrotu
Pružnost hrotu závisí na několika faktorech. V první řadě je ovlivněna tloušťkou použitého kovu. Je-li materiál hrotu silný, výsledkem bude tuhý hrot. Naopak hrot z tence lisovaného kovu bývá pružnější. Tloušťka nemusí být konstantní, některé hroty mají materiál u špičky tenčí než v základně, aby byly robustně uchyceny a zároveň poskytovaly pružnost při psaní.
Druhým faktorem významným pro pružnost hrotu je jeho zakřivení. Hroty s větším zakřivením nebo tvarované do mnohoúhelníku bývají tužší než hroty plošší. Za třetí pružnost ovlivňuje velikost, tvar a umístění dýchacího otvoru. Srdcovitý otvor přispívá k pružnosti, zatímco malý kruhový pero zpevní. Čtvrtým faktorem je délka rozpůlené části hrotu, na níž závisí, do jaké šířky se jeho poloviny pod tlakem rozestoupí. Jako pátá složka vstupuje do hry použitý materiál: jak je zmíněno výše, zlato je považováno za pružnější než ocel. Roli hraje i jeho ryzost – čistší zlato (18 kt a 20 kt) je měkčí než zlato s nižší ryzostí (14 kt).
U per z 1. poloviny 20. století je častější výskyt pružných hrotů, protože to vyžadovala tehdy používaná písma (Copperplate, Spencerian). Od 40. let se preference přesunuly směrem k tuhým hrotům, které umožnily psát s větším tlakem a propsat přes kopírovací papír několik kopií.
Soupeření hlavních výrobců jako Parker a Waterman a zavedení doživotních záruk způsobily, že podpora pružných hrotů přestala být ekonomicky udržitelná. V zemích, kde konkurenční boj nebyl tak silný, například ve Velké Británii a Německu, byly pružné hroty častější.
V současnosti jsou tuhé hroty standardem, protože lidé často střídají plnicí pera s jinými psacími nástroji. Tuhý hrot se více podobá propisce, na kterou jsou moderní uživatelé zvyklí. Pružnější hroty se snadněji poškodí nadměrným přítlakem, s nímž mají ve zvyku psát uživatelé propisek. Plnicí pero přitom v ideálním případě píše zcela bez přítlaku, kdy hrot klouže po papíru a inkoust slouží jako mazivo.
Kvalitní hroty, které byly správně používány, mají vysokou životnost, často větší než původní vlastník. Pera stará mnoho desetiletí lze dnes stále používat.

### Styly hrotů
Vedle klasických hrotů existují i odlišné styly, jako například hroty překryté (např. Parker 51, Parker 61, Parker 100 a Hero 329), vložené (Sheaffer Targa nebo Sheaffer P.F.M) nebo integrované (Parker T-1 a Falcon, Pilot Myu 701), které lze navíc upravit pro různý charakter psaní.
Uživatelé se často obávají půjčovat svá plnicí pera, protože se hrot opotřebovává pod úhlem individuálním pro každého člověka. Jiný uživatel pravděpodobně zjistí, že v jeho ruce obroušený hrot nepíše uspokojivě, případně vybrousí další plošku a pokazí hrot původnímu uživateli. U moderních per si ale netřeba dělat starosti. Na špičky se používají velmi trvanlivé materiály a trvá roky, než se znatelně opotřebují.

## Tělo pera

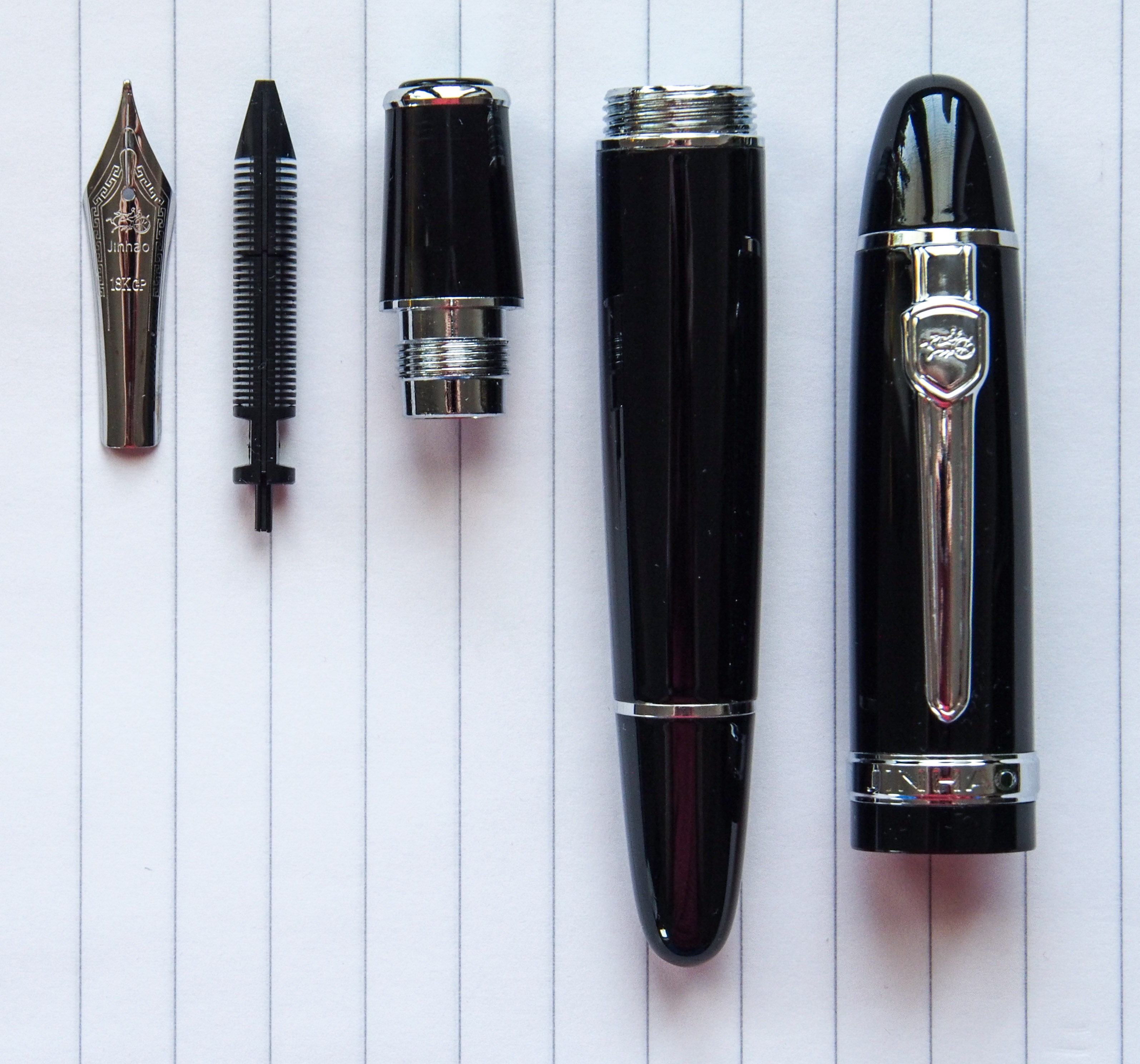
Části plnicího pera (zleva doprava): hrot, plnič, úchop, násadka a víčko

Tělo plnicího pera představuje obal pro jeho vnitřní mechanismy. Skládá se z úchopu, násadky a víčka. Přestože hraje jen pasivní roli, jeho tvar, rozměry a materiál výrazně ovlivňují pohodlí při psaní.
Většina moderních per má tělo provedeno z plastu nebo kovu. Vzácně se lze setkat s použitím alternativních materiálů, jako je ebonit, dřevo, porcelán, karbon a další. Levná plastová pera bývají nejčastěji vyráběna vstřikováním nebo lisováním jednobarevných plastů. U dražších modelů se lze setkat s ušlechtilejšími plasty (celuloid, akrylát) a mezi výrobními postupy nechybí obrábění.
Speciální kategorii představují pera s tělem z průhledného plastu, označovaná jako „demonstrátory“. Průhledným tělem jsou dobře viditelné veškeré vnitřní mechanismy a tok inkoustu. Materiál těla může být buď zabarven nebo zcela čirý. Ve druhém případě barva pera závisí na použitém inkoustu. Mezi demonstrátory patří modely Lamy Vista, Pelikan Duo nebo většina per vyráběných firmou TWSBI.
Pro ocelová těla se nejčastěji používá mosaz s různými povrchovými úpravami, jako je lakování nebo pokovení. Mosazná pera jsou dost těžká, proto někteří výrobci používají slitiny hliníku (Lamy AL-Star, Kaweco AL Sport) nebo další lehké kovy. Ojediněle lze narazit i na pera s tělem z titanu nebo z drahých kovů, jako je mincovní stříbro.
Obecně jsou kovová těla robustnější a odolnější. Naproti tomu plastová těla mohou nabídnout nižší hmotnost a atraktivní materiály s výraznými barvami, částečnou nebo úplnou průhlednost.

### Úchop
Úchop (grip) je část nad hrotem, za kterou se pero drží při psaní. Jeho tvar a rozměry mají velký dopad na pohodlí při psaní. Nejčastěji mívá úchop kruhový průřez, u některých per ale bývá ve snaze o ergonomii a správné držení pera tvarován do trojúhelníku. Toto tvarování může být jen naznačeno (Jinhao X450) nebo může být velmi výrazné (Lamy Safari, mnohá školní pera jako Faber Castell Scribolino, Pilot Plumix a další). Názory uživatelů na trojúhelníkový úchop se velmi rozcházejí, někteří jej vítají, jiným vadí.
Materiál úchopu se nezřídka liší od násadky a víčka. Žádnou výjimkou nejsou plastová pera s kovovým úchopem a naopak. Tvarově se úchop zpravidla zužuje směrem k hrotu, častý je i tvar hyperboloidu. Někdy se výrobci snaží povrchovou úpravou snížit jeho kluzkost – nejčastěji drážkováním, lze se setkat i s pogumovanými úchopy.

### Násadka
Násadka (barrel) navazuje na úchop a bývá největší částí těla. Skrývá v sobě zásobník inkoustu a u některých plnicích systémů (kapátkový, pístový) je sama zásobníkem a musí být patřičně utěsněna. U bombičkového a kapátkového plnění lze násadku odšroubovat, u ostatních plnicích systémů bývá pevnou součástí pera.
Její rozměry jsou určující pro celkovou velikost pera. Lze vymezit tři základní velikostní kategorie. Délka běžných per se obvykle pohybuje v rozmezí 10–15 cm, do této kategorie spadá valná většina prodávaných modelů. Pera stolní nejsou určena k přenášení, proto bývají velmi dlouhá (kolem 20 cm). Dříve bývala běžná na úřadech, dnes se s nimi lze setkat jen vzácně, například u kaligrafických per (Pilot Parallel, Rotring Art Pen). Kapesní pera jsou naopak velmi malá a skladná. Pro pohodlné psaní je obvykle třeba nasadit víčko na konec násadky, jinak je pero příliš krátké (typicky pod 10 cm).

### Víčko
Víčko (cap) chrání hrot pera před poškozením a naopak okolí před znečištěním inkoustem při přenášení pera v tašce nebo kapse. Z hlediska funkčního je důležité, že brání zasychání inkoustu v hrotu. Rozepisování zaschlého hrotu při špatně těsnícím nebo nedovřeném víčku patří mezi uživateli plnicích per ke krajně neoblíbeným činnostem. Výrobci proto vyvíjejí různá sofistikovaná utěsnění, která uchovají inkoust v hrotu dlouho čerstvý. Mezi známé patří např. systém Slip & Seal, který firma Platinum osadila do svého modelu 3776 a u nějž garantuje zanedbatelné vysychání po dobu jednoho roku.
Upevnění víčka v zavřeném stavu bývá řešeno nejčastěji a nejjednodušeji závitem (Pelikan nebo Parker Duofold), případně bajonetem nebo pružinkami, které se zachytí za vhodný výstupek a umožní víčko sejmout a nasadit bez otáčení. Některá pera umožňují po otevření nasadit víčko na konec násadky a pero tak prodloužit. Víčko často bývá opatřeno sponou, která pero přidržuje po zasunutí do kapsy. Ojediněle se vyskytují i modely bez víčka, kde je ochrana hrotu řešena jeho zasouváním do těla pera. Nejznámějším představitelem tohoto přístupu je Pilot Capless/Vanishing Point.

## Plnicí mechanismy

### Kapátkové plnění
Zásobníky prvních plnicích per byly většinou plněny kapátkem. Jednalo se o nešikovnou a špinavou proceduru, takže došlo ke komerčnímu vývoji jiných metod, které rychle ovládly trh. Nicméně moderní, pohodlnější metody nikdy kapátkové plnění zcela nevytlačily a takto koncipovaná pera jsou vyráběna i dnes. Pro některé uživatele jednoduchost mechanismu a velký objem inkoustu, který pojme, vyvažuji nepohodlí při plnění.

### Samoplnicí modely
Po kapátkové éře se objevila první generace hromadně vyráběných samoplnicích per, z valné většiny osazených gumovým vakem na inkoust, který byl během plnění různými mechanismy stlačován a uvolňován.
Jedním z prvních bylo pero Conklin se srpkovitým plněním (crescent filler), představené v roce 1901. Jeho plnicí mechanismus obsahoval do oblouku tvarovaný srpek napojený na pevnou kovovou tyčku. Srpek vyčníval štěrbinou z násadky, zatímco tyčka byla ukryta uvnitř. Druhou součástí byl gumový kroužek ve tvaru C umístěný mezi srpkem a násadkou. Při běžném psaní gumový kroužek brání ve stisknutí srpku. Při plnění se kroužek otočil tak, aby mezera v něm umožnila stisknout srpek a na něj napojenou tyčkou stlačit vnitřní gumový vak. Firma Conklin v současnosti vyrábí moderní verzi tohoto pera se stejným plnicím mechanismem.
Vznikla i řada konkurenčních plnicích mechanismů, jako mincové plnění (kdy byla s perem dodávána mince či medailon), zápalkové plnění (používající zápalky) nebo foukací plnění, u kterého uživatel stlačil vnitřní vak foukáním do násadky.
V roce 1907 Walter A. Sheaffer patentoval páčkové plnění (lever filler), jehož základem byla páčka uchycená pantem k násadce. Při vyklopení páčky stlačila na ni napojená tyčka uvnitř násadky gumový vak na inkoust. Na trhu se tato novinka objevila v roce 1912 a brzy byla napodobována dalšími velkými výrobci. Parker představil tlačítkové plnění (button filler) s tlačítkem pod krytkou na konci násadky. Jeho stisknutí se opět přenášelo na tyčku, která stlačovala vnitřní vak.
Následovala řada stále složitějších mechanismů, která vyvrcholila modelem Sheaffer Snorkel, představeným v roce 1952. Vak se u něj plnil výsuvnou trubičkou umístěnou pod hrotem. Díky tomu nebylo nutné ponořovat hrot do inkoustu a následně jej čistit. S příchodem moderních plastových bombiček počátkem 50. let většina těchto systémů postupně vymizela ve prospěch pohodlí (ale omezené kapacity).
Zachovala se však velmi jednoduchá varianta označovaná jako aerometrické plnění, kterou zpopularizovala firma Parker v období po druhé světové válce. Gumový nebo (častěji) silikonový vak na inkoust je zde umístěn v kovovém pouzdře, jehož část je pohyblivá a umožňuje uživateli ručně vak stlačit a uvolnit.

### Pístové plnění

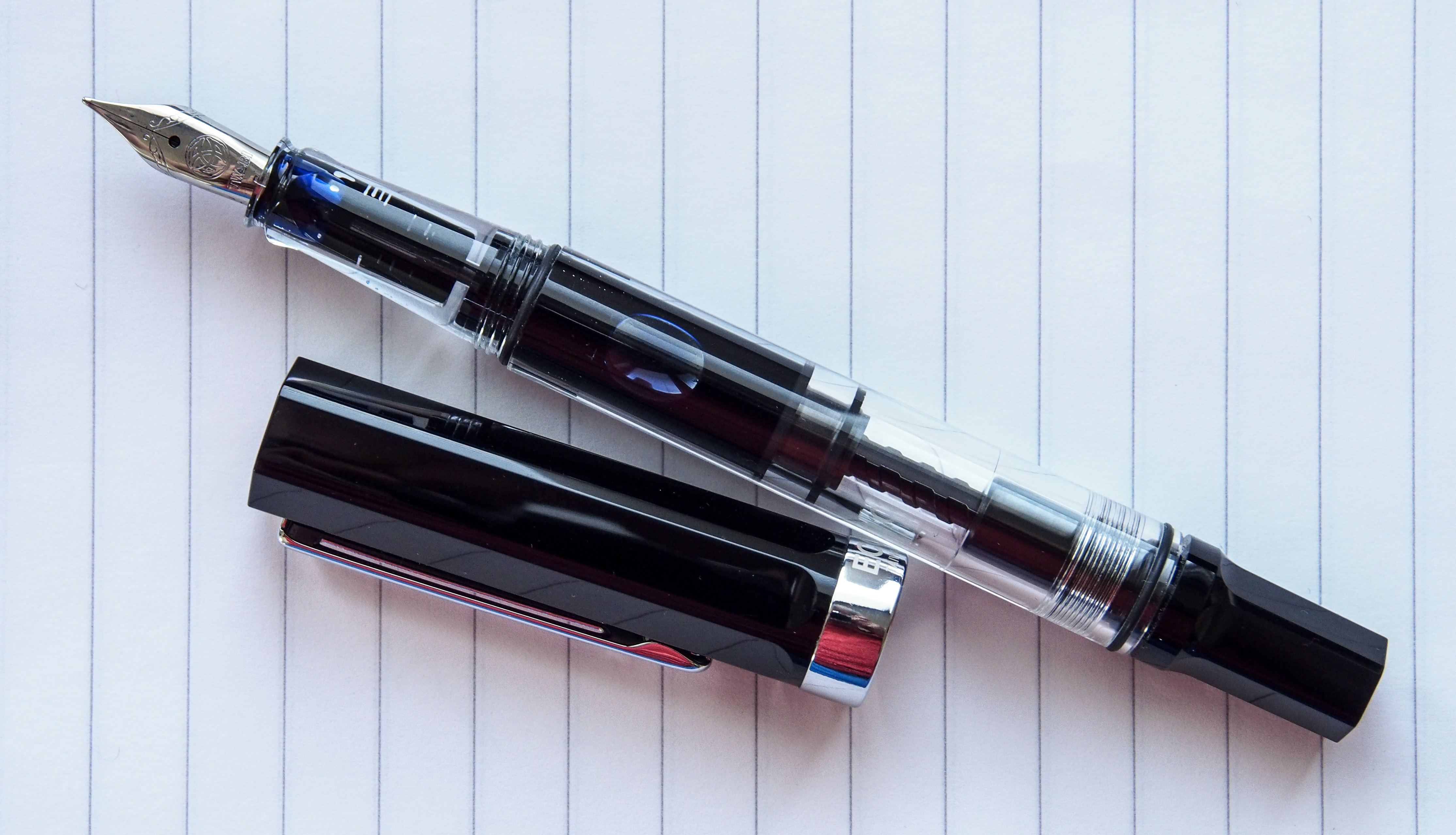
Plnicí pero TWSBI Eco s dobře viditelným pístovým plnicím mechanismem

Plnění otočným pístovým mechanismem se poprvé objevilo již počátkem 20. let 19. století, ale populárním se stalo až s prvním perem Pelikan z roku 1929, založeným na chorvatském patentu. Základní princip je jednoduchý: otáčením knoflíku na konci násadky se posouvá uvnitř píst, který nasává inkoust. Díky tomu je plnění velmi snadné a pístová pera jsou populární i v současnosti. U starších modelů zabral mechanismus pro posun pístu až polovinu násadky. Tento nedostatek odstranil příchod teleskopických pístů, kterým stačí mnohem menší prostor.
V roce 1949 Sheaffer představil svůj touchdown filler, který propagoval jako „exkluzivní pneumatické stlačovací plnění“. Pro naplnění se odšroubovala krytka na konci násadky a vnitřní táhlo se vytáhlo do horní pozice. Následně se hrot ponořil do inkoustu a táhlo se zatlačilo zpět do násadky. Pomocí tlaku vzduchu došlo ke stlačení a následnému uvolnění vnitřního vaku. Hrot bylo potřeba nechat ponořený přibližně 10 sekund, aby došlo k naplnění zásobníku. Tento mechanismus se velmi podobá pneumatickému plnění představenému Chiltonem o více než deset let dříve. S podobným způsobem plnění se lze ojediněle setkat i u současných per, bývá označován jako vakuové plnění (vac filler).

### Moderní plnicí mechanismy
Parker ve svém modelu Parker 61 v roce 1956 představil kapilární plnění. Nemělo žádné pohyblivé části, zásobník inkoustu byl tvořen těsně srolovanou drážkovanou plastovou fólií. Pero se plnilo odšroubováním násadky a namočením otevřeného konce zásobníku do inkoustu. Ten díky kapilárnímu jevu vzlínal do drážek a škvír ve fólii, která jej následně zadržela. Podobně byl pak pomocí kapilárního jevu dopraven ke hrotu. Neexistoval však způsob, jak pero vyčistit. Vzhledem k problémům s ucpáváním zaschlým inkoustem byla výroba ukončena.
Kolem roku 2000 přišel Pelikan s plnicím mechanismem obsahujícím válec uvnitř násadky, který lze napojit na speciálně navrženou lahvičku inkoustu. Inkoust je pak vytlačen do násadky, která obsahuje jen samotný válec, takže se její kapacita blíží kapátkovému plnění. Systém byl použit pouze v řadě „Valve“, jejíž výroba skončila v roce 2006.
Většina současných per používá plnění pístové, aerometrické, nebo bombičky. Mnohá pera lze osadit konvertorem, který má stejné napojení jako bombička, ale obsahuje zásobník a plnicí mechanismus, obvykle v podobě malého pístu. To umožňuje používat jak bombičky, tak inkoust v lahvičkách.

## Inkousty
Inkousty určené pro použití v plnicích perech jsou založeny na vodní bázi. Zpravidla se prodávají v lahvičkách. Od 60. let 20. století se rozšířily plastové bombičky, nicméně mnoho nadšenců do plnicích per dává přednost lahvičkovému inkoustu. Při stejném množství bývá inkoust v lahvičce levnější, navíc je k dispozici širší nabídka barev a variant.
Přestože plnicí pera nejsou s inkoustem svázána tak úzce jako propisky či gelová pera se svými náplněmi, výběru inkoustu je třeba věnovat určitou péči. V současných inkoustech bývá barvivo obvykle rozpuštěno, protože částečky pevných pigmentů často ucpávaly úzké kanálky.
Tradiční duběnkové inkousty určené pro násadková pera nejsou pro plnicí pera vhodné, protože jsou vysoce korozivní (fenomén známý jako blesková koroze) a ničí vnitřní mechanismy pera. Místo nich jsou dnes nabízeny duběnkové inkousty vyráběné podle moderních receptur. Obsahují méně solí železa a jsou vůči vnitřnostem pera šetrnější, i ty však mohou způsobit korozi, pokud jsou v peru ponechány příliš dlouho. Někteří výrobci a prodejci doporučují při jejich používání věnovat nadprůměrnou péči čištění pera, včetně kompletního vymývání zbytků inkoust vodou.
Poměrně vzácně se lze setkat i s pigmentovými inkousty určenými pro plnicí pera. Běžné tuše nelze v perech používat, protože jako pojivo obsahují šelak, který by pero rychle ucpal.
Ideální inkoust by měl volně téci, neobsahovat sedimenty a nebýt korozivní. Tyto požadavky však obecně vylučují jeho permanentnost a použití některých barviv. Správná péče a výběr inkoustu předcházejí řadě problémů.

## Bombičky

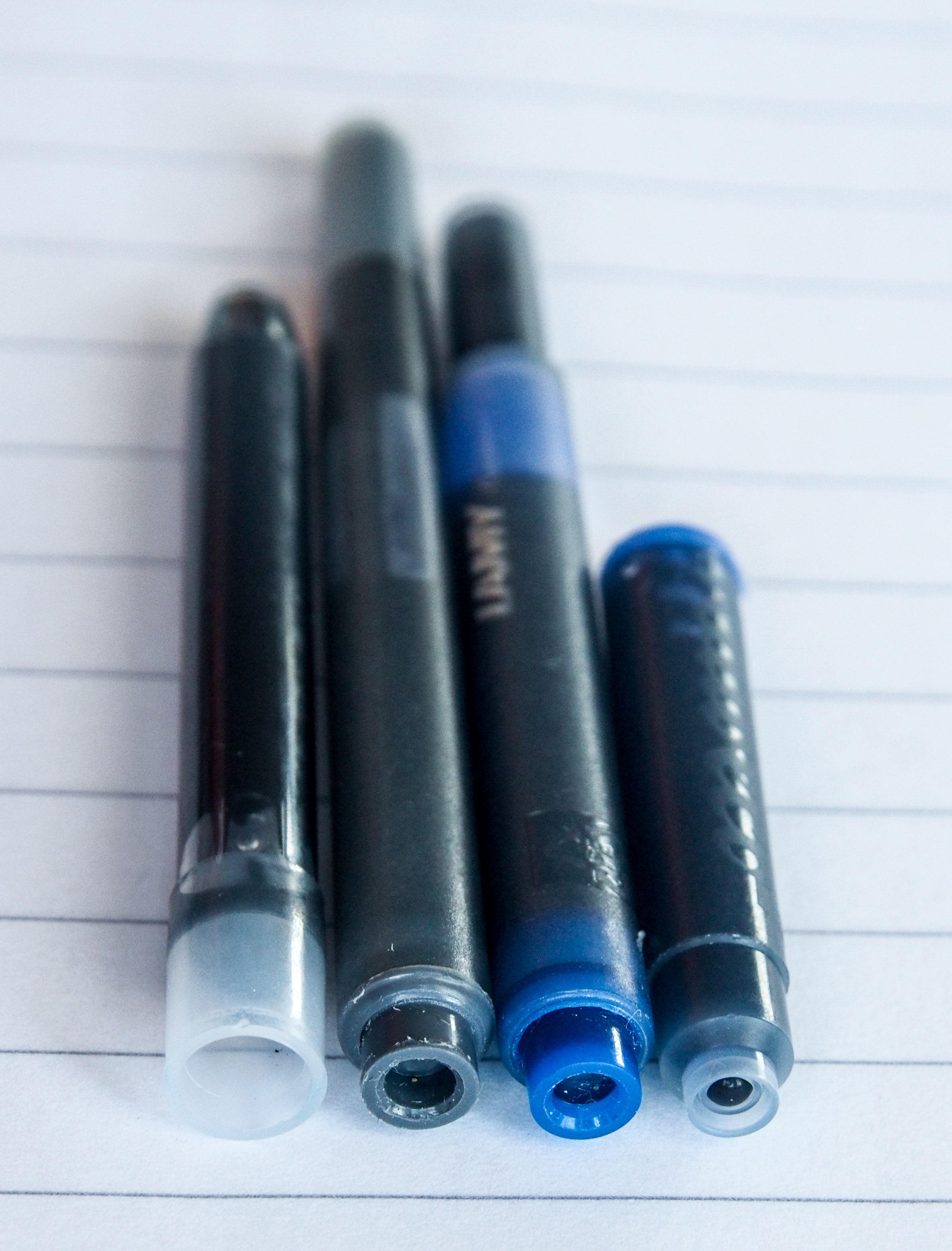
Různé typy inkoustových bombiček (zleva doprava): Pilot, Parker, Lamy, krátká mezinárodní

Patent na inkoustovou bombičku pro plnicí pero byl zaregistrován v roce 1890. Počátkem 20. století byly bombičky vyráběny ze skla a tenkých měděných trubiček. Myšlenka se však prosadila a rozšířila až po zavedení lisovaných plastových bombiček, s nimiž jako první přišel Waterman v roce 1953.
Hlavními výhodami bombiček jsou snadné a čisté používání. Bombičky lze nosit s sebou a vyměňovat, kdykoli je potřeba. Běžnou praxí také je, pokud to velikost pera umožňuje, mít jednu krátkou bombičku nasazenu a nad ní v násadce nosit rezervní. Přes tyto výhody se stále prodávají konvertory a lahvičkové inkousty. Dlouhodobě je jejich používání ekonomicky výhodnější, protože lahvičkový inkoust je obecně levnější než bombičky. Zastánci lahvičkového inkoustu také uvádějí nižší zátěž životního prostředí odpadními plasty, širší výběr inkoustů, zejména barev (bombičky bývají dostupné zpravidla v modré a černé barvě, případně základních odstínech červené a zelené, oproti tomu lahvičkové inkousty se vyskytují v široké škále nejrůznějších barev, odstínů a dalších optických parametrů, jako je lesk aj.), snazší čištění pera (nasávání nového inkoustu hrotem zároveň rozpouští inkoust starý) a možnost doplnit inkoust kdykoli, zatímco bombičku je třeba vypsat.

### Mezinárodní standard
Většina evropských výrobců (např. Caran d'Ache, Faber-Castell, DuPont, Montegrappa, Stipula, Pelikan, Montblanc, Monteverde, Delta, Italix nebo Rotring) a někteří mimoevropští (např. Acura, Bexley, Retro51 nebo Tombow) požívají takzvané mezinárodní bombičky (též evropské bombičky, standardní bombičky nebo univerzální bombičky) v krátkém (délka 38 mm, objem přibližně 0,75 ml) nebo dlouhém (72 mm, 1,45 ml) provedení. Jedná se do určité míry o standard, takže mezinárodní bombičky libovolného výrobce lze použít ve většině per používajících tento typ bombiček.
Také konvertory určené pro nahrazení mezinárodních bombiček lze používat ve většině per pro ně určených. Do některých velmi malých per (např. Kaweco Sport nebo Monteverde Diva) se vejdou jen krátké mezinárodní bombičky. Konvertory v nich nelze použít (až na speciální minikonvertory, které vyrábí například Kaweco nebo Monteverde). Příruby některých per (např. moderní modely firmy Waterman) úmyslně neumožňují použití krátkých bombiček. Do takových per lze nasadit jen bombičky od stejného výrobce, v uvedeném případě dlouhé bombičky Waterman.
Mezinárodní bombičky jsou uzavřeny malou skleněnou kuličkou, kterou u výstupního otvoru drží lepidlo nebo tenká vrstva plastu. Při zatlačení bombičky do pera pronikne vstupním otvorem dovnitř čep, který kuličku odtrhne a uvolní tak výtok pro inkoust. Některé firemní bombičky ale tuto kuličku nemívají, často je jejich výstup uzavřen jen plastovým víčkem, které je při nasazení bombičky proraženo.

### Specifické bombičky
Mnozí výrobci plnicích per si vyvinuli vlastní formát bombiček, nekompatibilní s mezinárodními i s ostatními výrobci. Patří mezi ně například Parker, Lamy, Sheaffer, Cross, Sailor, Platinum, Platignum nebo Waterman. Ojediněle jsou bombičky a konvertory několika výrobců vzájemně záměnné (např. Aurora a Parker).
Někteří výrobci používají jak vlastní, tak mezinárodní formát. Nejznámějším příkladem je firma Pilot, která některé své modely vyrábí pod různými obchodními názvy pro různé varianty bombiček. Například svůj oblíbený vstupní model dodává na evropský trh pod názvem Middle Range v provedení pro mezinárodní bombičky, zatímco na mimoevropské trhy dodává stejné pero ve verzi pro své vlastní bombičky jako Metropolitan. Podobně její ikonické pero se zásuvným hrotem existuje pod názvy Capless (mezinárodní bombičky) a Vanishing Point (bombičky Pilot).
Zásadní nevýhodou firemních bombiček je jejich nepoužitelnost v perech jiných výrobců. Důsledkem je i velké omezení výběru inkoustů, protože uživatel může používat jen inkousty pocházející od výrobce pera.

## Současnost
Přestože jsou plnicí pera již dlouho odepisována, stále se používají při důležitých oficiálních příležitostech jako jsou např. podpisy cenných dokumentů. V současnosti jsou pera často brána jako luxusní zboží a někdy i jako symbol postavení. Mohou však i dnes sloužit jako psací nástroje, podobně jako běžné propisky. Na trhu se vyskytují cenově dostupná kvalitní ocelová a zlatá pera, zejména v Evropě a Číně, kde se prodávají i plnicí pera na jedno použití.
Plnicí pera mohou sloužit i pro různé umělecké účely jako je krasopis a kaligrafie, kresba, design a další umělecké disciplíny. Řada uživatelů také oceňuje jistou nadčasovou eleganci, osobnost a sentimentalitu spojenou s plnicími pery, které propisky postrádají. Často uvádějí, že když začali psát plnicím perem, začali propisky brát jako neohrabané pro jejich nutnost psát s velkým tlakem a nedostatkem výrazu.
Z ergonomického hlediska mohou plnicí pera uvolňovat fyziologické napětí při psaní, naopak jiné psací nástroje mohou způsobovat bolesti či poškození osobám trpícím artritidou. V některých zemích se plnicí pera běžně používají ve školách nižších stupňů. Je to motivováno názorem, že se tak děti lépe naučí ovládat ruku při psaní, protože mnohé špatné návyky (jako příliš velký tlak nebo špatné držení) jsou při psaní tradičním perem nepřirozené nebo téměř nemožné.
Některá pera jsou ceněna jako umělecké předměty. Zdobná pera někdy bývají zpracována z drahých kovů a drahokamů technikou cloisonné. Vysoce ceněno je také ruční zdobení japonskou technikou maki-e. Komunita nadšenců do plnicích per používá historická i soudobá pera, stejně jako informace o inkoustech, kalamářích či papírech. I sběratelé se někdy rozhodnou svá pera nejen vystavovat, ale také s nimi psát.
Ze zpráv vyplývá, že během posledních deseti let[kdy?] prodeje plnicích per soustavně rostly namísto poklesu. Např. Amazon oznámil, že prodeje roku 2012 se zdvojnásobily proti stejnému období roku 2011 a proti roku 2010 byly čtyřnásobné. Je patrné jasné oživení kultury plnicích per, ať už pro účely sběratelství, potěšení nebo jako součást životního stylu. Mnozí se shodují, že „osobnost“ plnicího pera vedla k oživení zájmu ze strany moderních spotřebitelů, hledajících alternativy ke světu digitálních produktů a služeb.

## Výrobci
Nejznámější firmou spojovanou s plnicími pery je obvykle firma Parker. Kromě ní ale existuje nespočet dalších firem vyrábějících kvalitní plnicí pera.

### Parker
Zakladatelem této firmy byl chudý učitel George Safford Parker. V osmdesátých letech devatenáctého století si přivydělával prodejem plnicích potřeb studentům. Chtěl být poctivý a proto vadné kusy sám opravoval. Plnicí potřeby, které prodával, mu ale nepřišly moc dobré a proto se sám rozhodl vyrobit nové lepší pero. První pero Parker bylo patentováno v roce 1889 a už o několik let později se stala firma Parker světoznámou.

### Lamy
První plnicí pero této německé firmy bylo vyrobeno v roce 1966. Toto pero se jmenovalo Lamy 2000. Už tehdy byl vzhled tohoto pera považován za krásný a čistý. To si firma Lamy podržela dodnes a všechna jejich pera jsou vyráběna s čistým designem.

### Pelikan
Pelikan je původně německá firma založená v roce 1838, která po čase zbankrotovala. Dnešní Pelikan je švýcarskou obnovenou verzí původní firmy.

### Waterman
V roce 1883 se L. E. Waterman rozčilil, když mu pero na důležitou smlouvu udělalo kaňku a on kvůli tomu přišel o zakázku. Začal přemýšlet o tom, jak vyrobit pero, které by nedělalo kaňky. O rok později si nechal patentovat nový způsob plnění per a o další čtyři roky později založil společnost The L. E. Waterman Company.

### Montblanc
Německá společnost Montblanc, založená roku 1906, kromě luxusních per (Meisterstück) vyrábí i hodinky a různé další doplňky.